# Bernhard Demmer
Bernhard Demmer (fälschlich auch Arnold Demmer; * 9. Mai 1833 in Eisenach; † 29. Juli 1902 in Wien) war ein deutsch-österreichischer Lokomotivkonstrukteur und Gründer der Wiener Lokomotivfabrik Floridsdorf.

## Leben und Wirken
Demmer war Sohn eines Eisenacher Schlossermeisters und kam 1850 nach Wien. Er besuchte nach der Ausbildung zum Schlosser das Wiener Polytechnische Institut, die heutige Technische Universität Wien, und ließ sich dort zum Lokomotivkonstrukteur ausbilden. 1856 trat er als Konstrukteur in die von John Haswell geleitete Lokomotivfabrik der StEG in Wien-Favoriten ein und stieg dort in den folgenden Jahren bis zum Chefkonstrukteur auf.
1869 gründeten der Wiener Bankverein gemeinsam mit dem Wiener Zweig der Rothschilds als Reaktion auf die beschränkten Kapazitäten der heimischen Lokomotivindustrie die Wiener Lokomotivfabrik Floridsdorf, damals noch weit außerhalb Wiens gelegen. Bernhard Demmer war nicht nur Mitinitiator dieser Fabrik, er konzipierte auch die großzügigen Anlagen und wurde technischer und kommerzieller Leiter dieser Fabrik. Er erwies sich als innovativer Direktor und sollte die Geschicke der WLF bis zu seinem Tode führen. Demmer war selbst Inhaber zahlreicher Patente auf dem Gebiet des Lokomotivbaus.
Neben seiner Tätigkeit als Direktor der WLF war er weiters Administrationsrat der Ersten Donau-Dampfschiffahrts-Gesellschaft, Verwaltungsrat der Österreichischen Waffenfabrik „Vulcan“, Vizepräsident des Vereins der Montan-, Eisen- und Maschinenindustriellen Österreichs sowie Mitglied des k.k. Staatsbahnrates.
Nach seinem plötzlichen Tod im 69. Lebensjahr folgte ihm sein bisheriger Stellvertreter Hermann Gussenbauer als Leiter der Lokomotivfabrik nach. 1919 wurde dann sein Sohn Arnold Demmer Direktor der WLF; dieser leitete das Unternehmen bis zur Amtsenthebung durch die Nationalsozialisten im Jahr 1939.
Demmer engagierte sich in der kleinen lutherischen Gemeinde in Floridsdorf und wurde auf dem Evangelischen Friedhof Matzleinsdorf beerdigt.

## Auszeichnungen
Bernhard Demmer war unter anderem Träger des Franz Josephs-Ordens und des Ordens der Eisernen Krone III. Klasse.
1909 wurde in Großjedlersdorf die Demmergasse nach ihm benannt.